# 尼子豊若丸
尼子 豊若丸（あまご とよわかまる、生年不明 - 天正6年7月3日（1578年8月6日））は、戦国時代の尼子氏の一族。父は尼子勝久。
尼子勝久の嫡男として誕生。天正6年（1578年）7月3日、上月城の戦いで毛利氏に敗れて父が降伏した際、城兵の生命を助ける条件として毛利側が父をはじめ、叔父通久、そして豊若丸の自害を要求してきたため、豊若丸は父や叔父と共に自害した。
尼子勝久の嫡男に関しては諸説あるが、出雲尼子一門会に属する浅岡益久の先祖は浅岡(權七)勝重で正統なる尼子勝久の嫡男であると主張している。同氏には、それらの証明が出来るとする学術上貴重な由緒書、系図書を所有しているとされ、平成23年(2011年)11月に同氏らが主催者となり所蔵品を展示して伊予尼子氏歴史展を愛媛県美術館南館にて開催した。
鳥取尼子氏の系譜では尼子貞澄が尼子勝久の嫡男であり、豊臣秀吉の家臣になったとある。鳥取尼子氏には、正統な直系の子孫である事を証明する一級資料とされる古文書を多数所有しており、平成25年(2013年)9月には子孫であり同姓同名である尼子勝久が執筆した書籍「鳥取尼子小伝」が発刊され、その正統性を強く示した。